# 徳島市中央卸売市場
徳島市中央卸売市場（とくしましちゅうおうおろしうりしじょう、英語: Tokushima City Central Wholesale Market）は、徳島市が設置している中央卸売市場。地方公営企業法の財務規定等が適用されている。徳島県内では唯一の中央卸売市場である。

## 歴史

### 中央卸売市場開設以前の徳島市
徳島市では、江戸時代初期より八百屋町、魚町（現：幸町）と呼ばれる問屋街が形成されていた。明治時代より、市内には5箇所の魚市場（新町魚市場（新魚町、現在の両国橋付近）、水産魚市場（内魚町、現在の幸町3丁目付近）、辷り魚市場（富田辷り浜、現在の富田浜2丁目付近）、斎田魚市場（斎田村、現在の昭和町6丁目付近）、真力魚市場（二軒屋町2丁目付近））が存在した。
1926年（大正15年）に合名会社丸生徳島青果市場（船場町）が開設され、阿波青乾物佐古市場以外の業者はすべて廃業した。昭和に入って中央卸売市場開設都市の指定を受けた徳島市は、前川町（渭北地区）に徳島市立前川卸売市場を開設。

### 沿革
- 1973年2月13日 徳島市中央卸売市場の業務開始。
- 1973年5月16日 徳島市中央卸売市場開設運営協議会を設置。
- 1977年 徳島市中央卸売市場協会が発足。
- 1980年 中央卸売市場施設整備委員会を設置。
- 1992年 開設20周年記念式典挙行、市場まつり実施。

## 組織

### 徳島市経済部
- 中央卸売市場長
  - 副場長
    - 管理担当
    - 活性化担当
    - 業務担当